# Kim Mi-sim
Kim Mi-sim, född den 6 november 1970, är en sydkoreansk handbollsspelare.
Hon tog OS-silver i damernas turnering i samband med de olympiska handbollstävlingarna 1996 i Atlanta.